# جوهرة حمود ثابت
جوهرة حمود ثابت من مواليد محافظة عدن وزيرة شئون مجلس الوزراء السابق في حكومة باسندوة في الفترة  7 ديسمبر 2011 حتى نوفمبر 2014.

## المناصب السابقة
- انتخبت عضوا للمجلس المحلي بعدن خلال الفترة 2000 - 2006م.
- الأمين العام المساعد للحزب الاشتراكي اليمني